# 泛解酸
泛解酸是一种有机化合物，也称为2,4-二羟基-3,3-二甲基丁酸（2,4-Dihydroxy-3,3-dimethylbutanoic acid）结构简式HOCH2C(CH3)2CH(OH)CO2H，属于Ω-羟基与α-羟基酸，其与β-丙氨酸形成的酰胺称为泛酸，辅酶A（维生素B5）的组成成分之一。